# Мориц Жигмонд кёртер (станция метро)
«Мориц Жигмонд кёртер» (венг. Móricz Zsigmond körtér — цирк Жигмонда Морица) — станция Будапештского метрополитена. Расположена на линии M4 (зелёной), между станциями «Уйбуда-кёзпонт» и «Сент-Геллерт тер».
Открыта 28 марта 2014 года в составе пускового участка линии M4 «Келенфёльд вашуталломаш» — «Келети пайаудвар».
Находится под одноимённой площадью, одним из крупнейших транспортных узлов юго-западного Будапешта на пересечении улицы Белы Бартока (венг. Bartók Béla út) с проспектами Вилланьи (венг. Villányi út) и Фридьеша Каринти. Примерно в 400 м западнее станции расположено искусственное озеро Фенекетлен.

## Наземный транспорт
Автобусы 7, 27, 33, 114, 213, 214, 240; трамваи 6, 17, 19, 41, 47, 48, 49, 56, 56A, 61